# Golpe de Estado en Bolivia de 1936
El 17 de mayo de 1936 tuvo lugar un golpe de Estado en Bolivia que depuso al presidente José Luis Tejada. Impulsado por los coroneles David Toro y Germán Busch, el golpe cívico-militar fue apoyado por oficiales jóvenes de las fuerzas armadas bolivianas, seguidores del Partido Socialista y republicanos saavedristas. A continuación se constituyó una Junta Mixta de Gobierno consistente en cuatro militares, dos saavedristas y dos socialistas que puso al mando de Bolivia a David Toro.